# Steven Davis
Steven Davis (Ballymena, Irlanda del Norte, 1 de enero de 1985) es un exfutbolista norirlandés que jugaba como mediocampista.

## Trayectoria

### Aston Villa

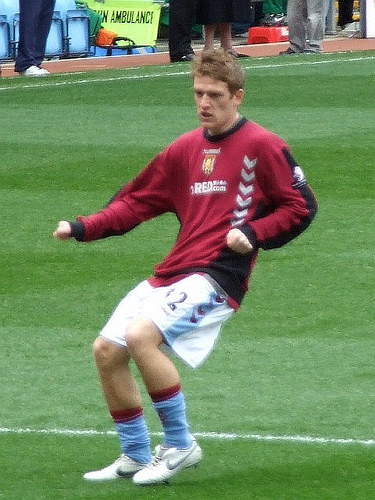
Steven Davis entrenando con el Aston Villa.

Davis empezó su carrera jugando para St Andrews Boys Club antes de que fuera transferido al Aston Villa en 2002.  Al llegar al club, fue miembro el equipo juvenil que ganó el FA Youth Cup de 2002, venciendo al  Everton F.C. 4-2 en la final. Debutó en la Premiership un 18 de septiembre de 2004 con el Aston Villa al sustituir al peruano Nolberto Solano, en un enfrentamiento ante el Norwich City. La siguiente temporada, Davis se asentó en el equipo titular de los villanos, ganando además varios premios al mejor jugador joven del mes que otorga la Premiership. El seleccionador norirlandés Lawrie Sánchez dijo sobre el que "puede llegar a ser otro Frank Lampard". Davis jugó 102 partidos para el Villa y anotó en nueve ocasiones.

### Fulham
En el verano de 2007, Davis siguiendo los pasos de su compañero de equipo Aaron Hughes, se unió al equipo londinense del Fulham, que pagó  4 millones de libras a los villanos por su fichaje en 2007.  Debutó en el Fulham jugando contra el Arsenal el 12 de agosto de 2007 y terminó jugando 22 partidos con el club antes de su transferencia soñada al Rangers.

### Rangers
En enero de 2008, durante la apertura del mercado invernal de fichajes, Fulham y Rangers acuerdaron la cesión de Davis por seis meses al equipo escocés. Rápidamente pasó a formar pareja de mediocentro con el internacional escocés Barry Ferguson y debutó con el equipo en un partido de Copa de la UEFA ante el Panathinaikos FC, y marcando su primer tanto contra el Werder Bremen, también en la Copa UEFA. Davis completó un gran final de temporada con los "Gers" anotando el gol que le dio la Copa de la Liga de Escocia ante el Dundee United en la final en Hampden Park y llegando a la final de la Copa de la UEFA ante el Zenit de San Petersburgo el 14 de mayo de 2008.
El 21 de agosto, Davis hizo definitivo su traspaso al Rangers en una transferencia valorada en 3 millones de libras y firmando un contrato por cuatro años. Su primer partido de la temporada y como miembro permanente del club lo jugó en el empate 1-1 contra el Aberdeen. Anotó su primer gol de la temporada contra el Motherwell. El 9 de mayo de 2009, Davis anotó el único gol en último partido del Old Firm de la temporada, dándole así al Rangers una ventaja de dos puntos en la punta de la SPL. En la temporada 2008-09, Davis ganó la Copa Escocesa y el título de la liga con el Rangers.
En la temporada 2009-10 Davis anotó su primer gol contra St. Mirren el 27 de enero. Continuó su buena forma goleadora en el siguiente partido contra Falkirk, anotando un gol de tiro libre. Las actuaciones de Davis en enero de 2010 le hicieron merecedor del premio al Jugador del Mes de la SPL. el 2 de mayo de 2010, luego de que ganase nuevamente la Copa Escocesa y la liga, fue nombrado Futbolista del Año por la SPFA
Davis anotó su primer gol en la temporada 2010-11 en Ibrox contra Motherwell en octubre de 2010, con un disparo de treinta metros desde fuera del área. El gol le valió comparaciones con el exjugador del Rangers, y favorito del club, Ian Durrant. Davis continuó su buena racha anotando el gol de la victoria contra Inverness en Ibrox en enero de 2011. En la final de la Copa de la Liga de Escocia de 2011 contra Celtic, Davis abrió el marcador en un partido que el Rangers terminaría ganando 2-1 en tiempo extra. Esta era la tercera vez que Davis gana la Copa de la Liga en Escocia. Davis anotó en partidos consecutivos en la campaña por el título de la liga en 2011 contra Motherwell y luego contra Hearts  y Kilmarnock, asegurando el tercer título consecutivo de la SPL para Rangers.
El 19 de julio de 2011, Davis firmó un nuevo contrato por cinco años con Rangers. Davis se convirtió en el capitán temporal del equipo en la primera mitad de la temporada 2011-12 debido a la ausencia del capitán habitual, David Weir. Davis anotó su primer gol de la temporada 2011-12 en la victoria 2-0 sobre Aberdeen en Ibrox en agosto. En su primer partido del Old Firm de la temporada 2011-12, Davis entregó dos asistencias en un partido que Rangers terminaría venciendo al Celtic 4-2. Luego de que Rangers venciera 4-0 a Dunfermline en East End Park, el entrenador Ally McCoist elogió la actuación de Davis indicando que "tuvo el desempeño de un capitán y fue el mejor jugador de la cancha". Por su desempeño en el mes de septiembre de 2011 fue nombrado el Jugador del Mes de la SPL.
Luego de la liquidación del Rangers FC, Davis optó por no traspasar su contrato a la nueva organización y se convirtió en agente libre para la temporada 2012-13.

### Southampton
El 6 de julio de 2012 se anunció que Steven Davis se incorporaría al recientemente ascendido a la Premier League Inglesa, el Southampton Football Club, firmando un contrato por 3 años. Días después de anunciado el traspaso, la nueva organización creada a partir del fenecido Rangers alegó que aún mantenía los derechos sobre el jugador, por lo que el Southampton tuvo que negociar con el club para poder finalizar el traspaso del mediocampista norirlandés.
Davis debutó y anotó su primer gol con Los Santos el 19 de agosto de 2012 en la derrota 2-3 ante el Manchester City en la primera fecha de la temporada 2012/13 de la Premier League.

### Rangers
El 6 de enero de 2019 se marchó cedido al Rangers hasta final de temporada, regresando así al club de Ibrox. En mayo de 2019 llegó a un acuerdo para continuar una temporada más en el club.

## Selección nacional
Hizo su debut internacional el 9 de febrero de 2005 en una derrota 1-0 contra la selección de fútbol de Canadá, y realizó el pase gol en la famosa victoria de Irlanda del Norte sobre Inglaterra 1-0 en la eliminatoria para el mundial 2006. El primer gol de Davis llegó en la derrota 3-2 contra Gales. También fue parte del equipo que venció a España 3-2 en Windsor Park en septiembre de 2006.
Fue nombrado capitán de la selección el 21 de mayo de 2006, convirtiéndose en el capitán más joven en tiempos modernos de Irlanda del Norte. Desafortunadamente, su debut como capitán llegó con una derrota 1-0 contra Uruguay en los Estados Unidos.
El 8 de octubre de 2020 se convirtió en el jugador que más veces había vestido la camiseta de Irlanda del Norte al disputar su encuentro número 120.

### Goles internacionales
Goles y resultados indican primero los goles de Irlanda del Norte 
| Gol | Fecha                 | Lugar                 | Oponente    | Gol | Resultado                                                     | Competición                             |
| --- | --------------------- | --------------------- | ----------- | --- | ------------------------------------------------------------- | --------------------------------------- |
| 1   | 8 de octubre de 2005  | Windsor Park, Belfast | Gales       | 2–2 | 2–3                                                           | Clasificación para la Copa Mundial 2006 |
| 2   | 15 de octubre de 2008 | Windsor Park, Belfast | San Marino  | 4–0 | 4–0                                                           | Clasificación para la Copa Mundial 2010 |
| 3   | 10 de agosto de 2011  | Windsor Park, Belfast | Islas Feroe | 4–0 | 4–0                                                           | Clasificación para la Eurocopa 2012     |
| 4   | 7 de octubre de 2011  | Windsor Park, Belfast | Estonia     | 1–0 | 1–2                                                           | Clasificación para la Eurocopa 2012     |
| 5   | 15 de octubre de 2013 | Windsor Park, Belfast | Israel      | 1–1 | 1–1 Archivado el 24 de enero de 2016 en Wayback Machine.      | Clasificación para la Copa Mundial 2014 |
| 6   | 8 de octubre de 2015  | Windsor Park, Belfast | Grecia      | 1–0 | 3–1                                                           | Clasificación para la Eurocopa 2016     |
| 7   | 8 de octubre de 2015  | Windsor Park, Belfast | Grecia      | 3–0 | 3–1                                                           | Clasificación para la Eurocopa 2016     |
| 8   | 8 de octubre de 2016  | Windsor Park, Belfast | San Marino  | 1-0 | 4-0 Archivado el 18 de septiembre de 2016 en Wayback Machine. | Clasificación para la Copa Mundial 2018 |

## Clubes
| Club                   | País       | Año       |
| ---------------------- | ---------- | --------- |
| Aston Villa F. C.      | Inglaterra | 2003-2007 |
| Fulham F. C.           | Inglaterra | 2007-2008 |
| Rangers F. C.          | Escocia    | 2008-2012 |
| Southampton F. C.      | Inglaterra | 2012-2019 |
| Rangers F. C. (cedido) | Escocia    | 2019      |
| Rangers F. C.          | Escocia    | 2019-2024 |

## Palmarés

### Títulos nacionales
| Título                     | Club          | País    | Año  |
| -------------------------- | ------------- | ------- | ---- |
| Copa de Escocia            | Rangers F. C. | Escocia | 2008 |
| Copa de la Liga de Escocia | Rangers F. C. | Escocia | 2008 |
| Premier League de Escocia  | Rangers F. C. | Escocia | 2009 |
| Copa de Escocia            | Rangers F. C. | Escocia | 2009 |
| Premier League de Escocia  | Rangers F. C. | Escocia | 2010 |
| Copa de la Liga de Escocia | Rangers F. C. | Escocia | 2010 |
| Premier League de Escocia  | Rangers F. C. | Escocia | 2011 |
| Scottish Premiership       | Rangers F. C. | Escocia | 2021 |
| Copa de Escocia            | Rangers F. C. | Escocia | 2022 |
| Copa de la Liga de Escocia | Rangers F. C. | Escocia | 2024 |